# كريستوبال بالانسياغا
كريستوبال بالانسياغا إيزاغيري (بالإسبانية: Cristóbal Balenciaga Eizaguirre)‏ وهو مصمم أزياء إسباني باسكي ولد في يوم 21 يناير 1895 في بلدة غيتاريا في غيبوثكوا في إسبانيا قام بتأسيس بيت أزياء بالانسياغا وتوفي في يوم 23 مارس 1972 في بلدة جافيا في أليكانتي في إسبانيا.

## روابط خارجية
- كريستوبال بالانسياغا على موقع IMDb (الإنجليزية)
- كريستوبال بالانسياغا على موقع الموسوعة البريطانية (الإنجليزية)
- كريستوبال بالانسياغا على موقع مونزينجر (الألمانية)